# 阿尔蒂亚尼
阿尔蒂亚尼（法語：Altiani，法語發音：[altjani]）是法国上科西嘉省的一个市镇，属于科尔泰区。

## 地理
阿尔蒂亚尼（42°14'14"N, 9°17'29"E）面积18.29 平方千米，位于法国上科西嘉省，该省份位于科西嘉北部，后者为地中海西部的一座岛屿，也是法国的一个单一领土集体，位于法国大陆部分的东南面，意大利半島的西面，最临近的地块是撒丁岛。
与阿尔蒂亚尼接壤的市镇（或旧市镇、城区）包括：。

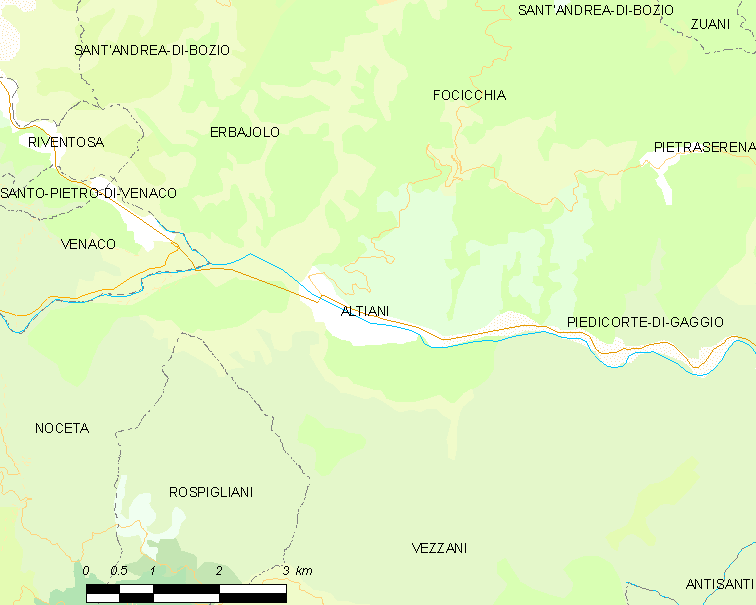
阿尔蒂亚尼的OSM定位图

阿尔蒂亚尼的时区为UTC+01:00、UTC+02:00（夏令时）。

## 行政
阿尔蒂亚尼的邮政编码为20251，INSEE市镇编码为2B012。

## 政治
阿尔蒂亚尼所属的省级选区为吉索纳恰县。

## 人口

1962-2008年间阿尔蒂亚尼人口变化图示

阿尔蒂亚尼于2022年1月1日时的人口数量为54人。